# Chariot (żywa torpeda)

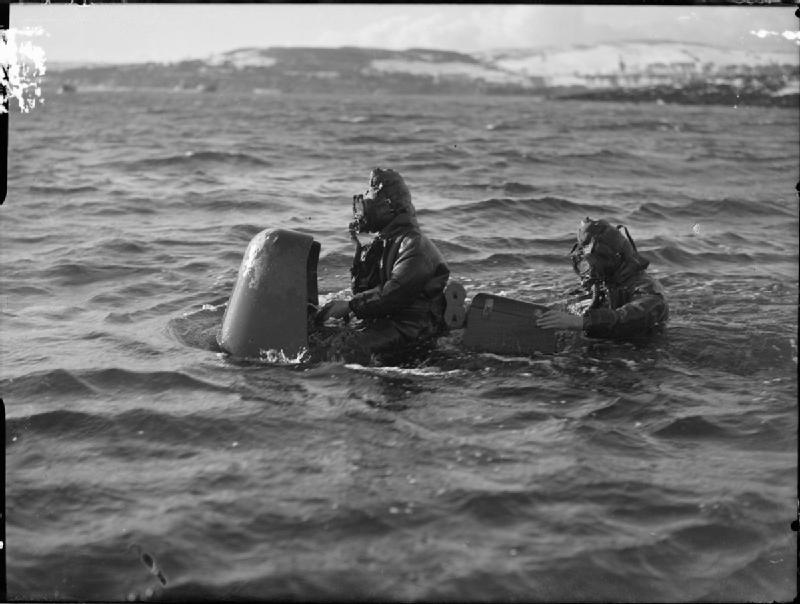
Chariot Mark I z załogą w Rothesay

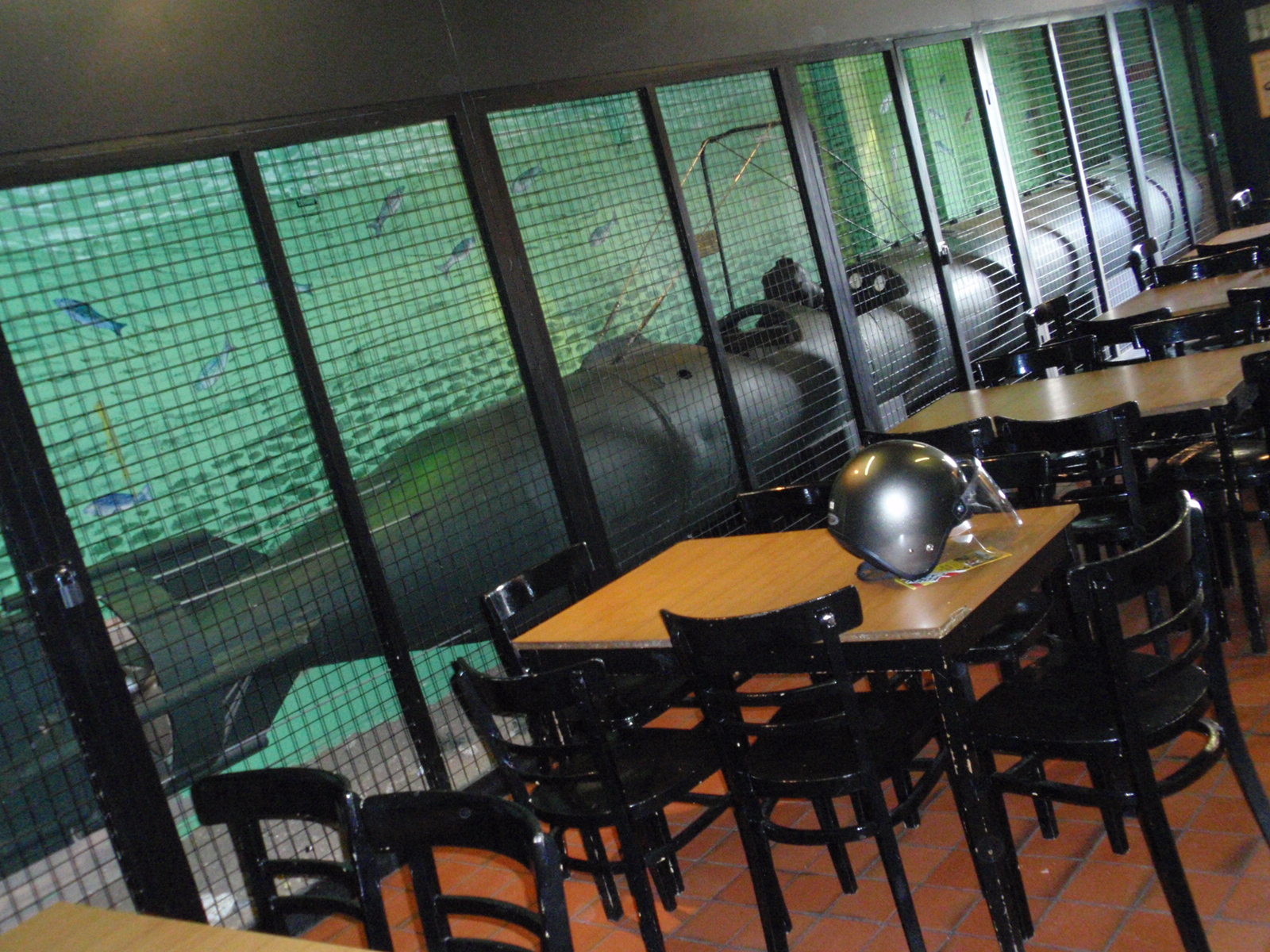
Chariot Mark II w Eden Camp Museum w Malton

Chariot (ang. rydwan, kwadryga) – pojazdy podwodne typu żywa torpeda, konstrukcji brytyjskiej z okresu II wojny światowej.

## Historia
We wrześniu 1941 nurkowie Royal Navy wydobyli z dna portu w Gibraltarze fragmenty włoskich żywych torped typu Maiale. Admiralicja zdecydowała wykorzystać doświadczenia przeciwnika i zbudować własny pojazd tego typu. Wczesną wiosną 1942 powstała Eksperymentalna Flotylla Podwodna, która zajmowała się konstruowaniem nowego sprzętu, a także szkoliła załogi. W czerwcu 1942 powstał pierwszy model pojazdu, nazwany Chariot Mark I. Wiosną 1944 opracowano nowocześniejszy model torpedy, oznaczony symbolem Mark II, a niedługo potem powstała torpeda Mark III która nie weszła do produkcji.
Ograniczony zasięg pojazdów powodował, że trzeba je było transportować stosunkowo blisko celu. Głowicę bojową odłączano i zostawiano na okręcie wroga. Następnie załoga próbowała dopłynąć pojazdem na spotkanie z przyjaznym okrętem podwodnym lub (jeśli wymagały tego okoliczności) porzucała pojazd i uciekała innymi sposobami. 

## Konstrukcja

### Chariot Mark I
Konstrukcja pojazdu została oparta na typowej brytyjskiej torpedzie kalibru 533 milimetry. Wzorem torped włoskich, miał on napęd elektryczny. Podobne też było rozmieszczenie zbiorników balastowych. Załoga składała się z dwóch ludzi: sternika i mechanika którzy siedzieli okrakiem na torpedzie, ubrani w skafandry do nurkowania i rebreathery. Przed sternikiem znajdowała się osłona, chroniąca go przed uderzeniami fal. Pod nią znajdowały się przyrządy kontrolno-pomiarowe, służące do kierowania pojazdem. Między siedzeniami załogi znajdował się zbiornik ze sprężonym powietrzem. Za siedziskiem mechanika znajdował się pojemnik na narzędzia i wyposażenie oraz zbiornik balastowy. Z przodu torpeda posiadała odczepianą głowicę bojową o masie 272 kilogramów z zapalnikiem zegarowym i Torpexem jako materiałem wybuchowym. Chariot Mark I mógł zanurzać się na maksymalną głębokość 27 metrów.

### Chariot Mark II
W 1944 rozpoczęto produkcję pojazdu Chariot Mark II który można było łatwo odróżnić wizualnie od Marka I, gdyż dwuosobowa załoga siedziała w kadłubie tyłem do siebie, aby zmniejszyć opór a ponadto pojazd był dłuższy, szerszy i szybszy. Posiadał odczepianą głowicę bojową o masie 544 kilogramów – zapalnik, materiał wybuchowy i maksymalne zanurzenie były identyczne jak w „jedynce”.

### Chariot Mark III
Pojazd miał być ulepszoną wersją „dwójki”, o mniejszej średnicy i długości a załoga miała być zwrócona do przodu. Inna odmiana Marka III była jednomiejscowa z całkowicie zmienioną sekcją rufową i wieloma ładunkami zamiast jednego większego. Pojazd nie wszedł do produkcji.

## Udział w walkach
Operacje brytyjskie z udziałem „chariotów” nie były tak skuteczne jak operacje Włochów z X flotylli MAS. Niemniej pomimo wielu awarii sprzętu technicznego i zwykłego pecha, odnotowano kilka znaczących sukcesów:
- w styczniu 1943 pojazdy wypuszczone z okrętów podwodnych zatopiły w porcie w Palermo włoski krążownik lekki „Ulpio Traiano” typu Capitani Romani i uszkodziły transportowiec „Viminale”,
- 22 czerwcu 1944 dwa pojazdy wypuszczone z włoskiego kutra torpedowego MS 74  zatopiły w porcie w La Spezia włoski uszkodzony krążownik ciężki „Bolzano”[2],
- w październiku 1944 dwa pojazdy wypuszczone z okrętu podwodnego wpłynęły do okupowanego przez Japończyków portu w Phuket w Tajlandii i zatopiły dwa okręty.

„Chariotów” użyto również do zbadania plaż Normandii przed lądowaniem na nich aliantów 6 czerwca 1944. Pojazdy dokonały pomiarów ich nachylenia i zaznaczyły pozycje wroga oraz obronę plaż. 